# 大石港与
大石 港与（おおいし みなと、1988年5月19日 - ）は、日本の元陸上競技選手。専門は長距離走。静岡県出身。静岡県立富士東高等学校、中央大学卒業。元トヨタ自動車所属。現在は中央大学陸上競技部プレイングコーチ。

## 人物・経歴
- 陸上競技を始めたのは小学校4年生。当時肥満体質で保健の先生から走ることを勧められた。
- 大学時代箱根駅伝では出場した3大会すべてで山登り5区を担当。実業団入り後ニューイヤー駅伝では最も過酷とされる試練の5区を2015年現在までに3回走りいずれも区間上位（4位-2位-1位）となるなど、登りやタフなコースを得意とする。[1]
- 大学3年時の第41回全日本大学駅伝では最終8区を担当。襷を受けた時点でチームは8位、翌年のシード権獲得となる6位までのタイム差は34秒あった。しかし自身は区間2位、日本人ではトップとなる好走でチームは総合6位となり、中大に翌年シードをもたらした[2]。
- 2014年の第98回日本選手権では10000mに出場し、4連覇を達成した佐藤悠基（日清食品グループ所属）、3年連続準優勝となった大迫傑（当時日清食品グループ所属）という実力者2人に次ぐ3位に入った。（記録:28分37秒60）[3]
- 同じく2014年の第26回国際千葉駅伝日本代表に選出され5区を担当し、日本の優勝に貢献した。[4]
- 2015年元日のニューイヤー駅伝では3年連続となる5区を担当。コニカミノルタの宇賀地強・日清食品グループの小野裕幸との序盤から終盤まで続いた三つ巴の戦いをラストスパートで制し、トップでタスキを繋ぎ区間賞を獲得。トヨタ自動車はその勢いに乗り、6区田中秀幸・7区早川翼も区間賞の走りでトップを譲ることなく4年ぶり2度目の優勝を果たした。当時社会人4年目で26歳の大石が最年長となる平均年齢23歳の若いチームでの優勝であった。[5]
- 2015年4月からチームのキャプテンを務める。
- 2016年2月に行われた全日本実業団ハーフマラソンで日本人2位に入り、同年に開催される世界ハーフマラソン選手権大会の日本代表に選出された。[6]
- 2017年元日のニューイヤー駅伝では3連覇を目指して3区にエントリー。チームは公田中継所で23位と下位で襷を受け取ったが、20人のゴボウ抜きで3位に順位を上げた。この時のタイム37分57秒は区間歴代2位の好記録で区間賞を獲得した。チームは4区以降も全員が区間5位以内と好走だったものの、旭化成に次ぐ2位に終わり3連覇はならなかった[7]。
- 2022年に母校である中央大学陸上競技部長距離ブロックのプレイングコーチに就任した[8]。
- 2024年の東京マラソンをもって現役を引退した[9]。

## 戦績・記録

### マラソン全戦績
| 年月           | 大会                               | 順位 | 記録          | 備考       |
| -------------- | ---------------------------------- | ---- | ------------- | ---------- |
| 2017年2月5日   | 第66回別府大分毎日マラソン         | 4位  | 2時間10分39秒 | 初マラソン |
| 2018年2月25日  | 東京マラソン2018                   | DNF  | 途中棄権      |            |
| 2019年3月10日  | 第74回びわ湖毎日マラソン           | 20位 | 2時間13分02秒 |            |
| 2019年10月13日 | シカゴマラソン                     | 13位 | 2時間11分02秒 |            |
| 2020年3月1日   | 東京マラソン2020                   | 24位 | 2時間08分52秒 | 自己ベスト |
| 2021年2月28日  | 第76回びわ湖毎日マラソン           | DNF  | 途中棄権      |            |
| 2022年12月4日  | 福岡国際マラソン2022               | 9位  | 2時間09分08秒 |            |
| 2023年10月15日 | マラソングランドチャンピオンシップ | 33位 | 2時間14分35秒 |            |
| 2024年         | 東京マラソン2024                   | 66位 | 2時間19分35秒 | 引退レース |

### 大学駅伝戦績
| 学年               | 出雲駅伝                    | 全日本大学駅伝                   | 箱根駅伝                          |
| ------------------ | --------------------------- | -------------------------------- | --------------------------------- |
| 1年生 （2007年度） | 第19回 － － － 出走なし    | 第39回 － － － 出走なし         | 第84回 － － － 出走なし          |
| 2年生 （2008年度） | 第20回 4区-区間8位 19分05秒 | 第40回 － － － 出走なし         | 第85回 5区-区間12位 1時間22分34秒 |
| 3年生 （2009年度） | 第21回 6区-区間6位 30分28秒 | 第41回 8区-区間2位 1時間00分26秒 | 第86回 5区-区間3位 1時間21分30秒  |
| 4年生 （2010年度） | 第22回 － － － 出走なし    | 第42回 1区-区間6位 43分16秒      | 第87回 5区-区間7位 1時間20分58秒  |

### 実業団駅伝戦績
| 年度                                                      | 大会                                   | 所属         | 区間     | 区間順位 | 記録         | 総合順位           |
| --------------------------------------------------------- | -------------------------------------- | ------------ | -------- | -------- | ------------ | ------------------ |
| 2011年度 （入社1年目）                                    | 第51回中部・北陸実業団対抗駅伝競走大会 | トヨタ自動車 | 5区      | 区間賞   | 41分12秒     | トヨタ自動車A優勝  |
| 2011年度 （入社1年目）                                    | 第56回全日本実業団対抗駅伝競走大会     | トヨタ自動車 | 6区      | 区間2位  | 36分53秒     | トヨタ自動車4位    |
| 2012年度 （入社2年目）                                    | 第52回中部・北陸実業団対抗駅伝競走大会 | トヨタ自動車 | 2区      | 区間2位  | 34分20秒     | トヨタ自動車A2位   |
| 2012年度 （入社2年目）                                    | 第57回全日本実業団対抗駅伝競走大会     | トヨタ自動車 | 5区      | 区間4位  | 47分13秒     | トヨタ自動車8位    |
| 2013年度 （入社3年目）                                    | 第53回中部・北陸実業団対抗駅伝競走大会 | トヨタ自動車 | 4区      | 区間2位  | 52分49秒     | トヨタ自動車A2位   |
| 2013年度 （入社3年目）                                    | 第58回全日本実業団対抗駅伝競走大会     | トヨタ自動車 | 5区      | 区間2位  | 46分11秒     | トヨタ自動車7位    |
| 2014年度 （入社4年目）                                    | 第54回中部・北陸実業団対抗駅伝競走大会 | トヨタ自動車 | 4区      | 区間2位  | 49分17秒     | トヨタ自動車A優勝  |
| 2014年度 （入社4年目）                                    | 第59回全日本実業団対抗駅伝競走大会     | トヨタ自動車 | 5区      | 区間賞   | 47分19秒     | トヨタ自動車優勝   |
| 2015年度 （入社5年目）                                    | 第55回中部・北陸実業団対抗駅伝競走大会 | トヨタ自動車 | 4区      | 区間賞   | 49分25秒     | トヨタ自動車A優勝  |
| 2015年度 （入社5年目）                                    | 第60回全日本実業団対抗駅伝競走大会     | トヨタ自動車 | 3区      | 区間3位  | 38分25秒     | トヨタ自動車優勝   |
| 2016年度 （入社6年目）                                    | 第56回中部・北陸実業団対抗駅伝競走大会 | トヨタ自動車 | 1区      | 区間賞*  | 36分36秒     | トヨタ自動車A優勝* |
| 2016年度 （入社6年目）                                    | 第61回全日本実業団対抗駅伝競走大会     | トヨタ自動車 | 3区      | 区間賞   | 37分57秒     | トヨタ自動車2位    |
| 2017年度 （入社7年目）                                    | 第57回中部・北陸実業団対抗駅伝競走大会 | トヨタ自動車 | 4区      | 区間3位  | 50分41秒     | トヨタ自動車A優勝* |
| 2017年度 （入社7年目）                                    | 第62回全日本実業団対抗駅伝競走大会     | トヨタ自動車 | 5区      | 区間5位  | 48分23秒     | トヨタ自動車3位    |
| 2018年度 （入社8年目）                                    | 第58回中部・北陸実業団対抗駅伝競走大会 | トヨタ自動車 | 7区      | 区間2位  | 34分32秒     | トヨタ自動車優勝*  |
| 2018年度 （入社8年目）                                    | 第63回全日本実業団対抗駅伝競走大会     | トヨタ自動車 | 3区      | 6位      | 38分30秒     | トヨタ自動車3位    |
| 2019年度 （入社9年目）                                    | 第59回中部・北陸実業団対抗駅伝競走大会 | トヨタ自動車 | 5区      | 区間賞*  | 35分50秒     | トヨタ自動車A優勝  |
| 2019年度 （入社9年目）                                    | 第64回全日本実業団対抗駅伝競走大会     | トヨタ自動車 | 4区      | 4位      | 1時間4分46秒 | トヨタ自動車2位    |
| 2020年度 （入社10年目）                                   | 第60回中部・北陸実業団対抗駅伝競走大会 | トヨタ自動車 | 5区      | 区間賞*  | 35分43秒     | トヨタ自動車A優勝* |
| 2020年度 （入社10年目）                                   | 第65回全日本実業団対抗駅伝競走大会     | トヨタ自動車 | 7区      | 4位      | 46分58秒     | トヨタ自動車2位    |
| 2021年度 （入社11年目）                                   | 第61回中部・北陸実業団対抗駅伝競走大会 | トヨタ自動車 | 出走なし | 出走なし | 出走なし     | トヨタ自動車2位    |
| 2021年度 （入社11年目）                                   | 第66回全日本実業団対抗駅伝競走大会     | トヨタ自動車 | 7区      | 6位      | 47分56秒     | トヨタ自動車5位    |
| 2022年度 （入社12年目）                                   | 第62回中部・北陸実業団対抗駅伝競走大会 | トヨタ自動車 | 5区      | 区間3位  | 35分58秒     | トヨタ自動車優勝   |
| 2022年度 （入社12年目）                                   | 第67回全日本実業団対抗駅伝競走大会     | トヨタ自動車 | 出走なし | 出走なし | 出走なし     | トヨタ自動車3位    |
| 2023年度 （入社13年目）                                   | 第63回中部・北陸実業団対抗駅伝競走大会 | トヨタ自動車 | 7区      | 区間賞   | 34分19秒     | トヨタ自動車優勝   |
| 2023年度 （入社13年目）                                   | 第68回全日本実業団対抗駅伝競走大会     | トヨタ自動車 | 1区      | 区間4位  | 34分46秒     | トヨタ自動車優勝   |
| *は区間記録の場合は区間新記録、総合記録の場合は大会新記録 |                                        |              |          |          |              |                    |

## 自己ベスト
| 種目           | 記録          | 年             | 大会                                 | 備考 |
| -------------- | ------------- | -------------- | ------------------------------------ | ---- |
| 1500m          | 3分49秒44     | 2007年6月8日   | 日本インカレ                         |      |
| 3000m          | 8分21秒79     | 2011年10月10日 | 中部実業団対抗陸上競技選手権大会     |      |
| 5000m          | 13分36秒40    | 2014年7月2日   | ホクレン・ディスタンスチャレンジ北見 |      |
| 10000m         | 27分48秒56    | 2016年11月26日 | 八王子ロングディスタンス             |      |
| ハーフマラソン | 1時間01分15秒 | 2023年2月5日   | 香川丸亀国際ハーフマラソン           |      |
| 30km           | 1時間34分16秒 | 2015年2月15日  | 熊日30キロロードレース               |      |
| マラソン       | 2時間8分52秒  | 2020年3月1日   | 東京マラソン                         |      |